# Novo Gama
Novo Gama este un oraș în Goiás (GO), Brazilia.